# Чэмберс, Ширли
Ши́рли Чэ́мберс Нэш (англ. Shirley Chambers Nash; 20 декабря 1913, Сиэтл, Вашингтон, США — 11 сентября 2011, Лос-Анджелес, Калифорния, США) — американская актриса

.

## Биография
Ширли Чэмберс родилась 20 декабря 1913 года в Сиэтле (Вашингтон, США). Она росла в Северной Калифорнии с младенчества, где стала моделью в подростковом возрасте, в 1930 году она подписала контракт с MGM, а в 1932 году перешла в RKO.
Начала свою карьеру в 1930-х годах. Она была известна тем, что играла роль «глупых блондинок» в мюзиклах, после того, как она была обнаружена агентом Гарри Райхенбахом. Она, вероятно, лучше всего запомнилась зрителям за её роль в культовом фильме, лауреате «Оскара» в 1939 году «Унесённые ветром».
Ширли прожила свои последние годы в Лос-Анджелесе, вероятно, была замужем, так как была известна по фамилии Нэш, и умерла за 3 месяца до своего 98-летия. Она была кремирована, а прах был отдан её дочери. После её кончины «Унесенные ветром» продолжали демонстрироваться дважды в день в мультиплексе в Атланте.

## Фильмография
| Год  |     | Русское название      | Оригинальное название | Роль                                         |
| ---- | --- | --------------------- | --------------------- | -------------------------------------------- |
| 1932 | ф   | Дорожное убийство     | The Roadhouse Murder  | Блондинка в ванной                           |
| 1932 | кор | Шарик Снеговика       | The Iceman's Ball     | Аннабель Шмальц                              |
| 1932 | ф   | Ребёнок из Испании    | The Kid from Spain    | Девушка Голдуин                              |
| 1932 | ф   | Полуголая правда      | The Half-Naked Truth  | Глэдис, она же Элла Биби                     |
| 1933 | ф   |                       | Diplomaniacs          | пассажирка на корабле                        |
| 1933 | ф   | Музыкальный круиз     | Melody Cruise         | Вера                                         |
| 1933 | ф   | Ранняя слава          | Morning Glory         | женщина на вечеринке                         |
| 1933 | ф   | Танцующая леди        | Dancing Lady          | девушка в хоре                               |
| 1934 | ф   | Да здравствует Вилья! | Viva Villa!           | блондинка-маникюрша на банкете рядом с Панчо |
| 1934 | ф   | Частный скандал       | Private Scandal       | Миссис Белль Оррингтон                       |
| 1934 | ф   | Весёлая вдова         | The Merry Widow       | девушка Maxim                                |
| 1934 | ф   | С вашего позволения   | By Your Leave         | Мёрл                                         |
| 1935 | ф   | Бродяжка              | Vagabond Lady         | секретарша-блондинка Джона                   |
| 1935 | ф   | Успокойся             | Calm Yourself         | Джоан Винсент                                |
| 1936 | кор |                       | The Champ's a Chump   | Блондинка                                    |
| 1937 | ф   | Пригодный для короля  | Fit for a King        | гостья                                       |
| 1937 | ф   | Последний гангстер    | The Last Gangster     | Блондинка на погружении                      |
| 1937 | ф   | Ничего святого        | Nothing Sacred        | Леди Годива                                  |
| 1939 | ф   | Женщины               | The Women             | Девушка в ванной                             |
| 1939 | ф   | Унесённые ветром      | Gone with the Wind    | Девушка Белль                                |
| 1947 | ф   | Финишная прямая       | The Homestretch       | гостья                                       |
| 1966 | с   | Моя мать — машина     | My Mother the Car     | женщина-водитель                             |